# 構造設計事務所
構造設計事務所（こうぞうせっけいじむしょ）とは主に建築物の構造の設計と構造計算、構造解析や構造図の作成を専門にしている建築設計事務所・技術コンサルタント。この種の設計事務所の主宰は構造家、従事している者は構造エンジニアである。

## 概要
建築の世界では、建築設計のうち、建築家が主宰する建築設計事務所での設計を意匠設計と呼び、構造設計事務所の設計を構造設計と呼んで区分している。
構造設計という名称自体はIT業界など建築以外でも使用されているが、構造設計事務所という名称は、建築の構造設計を実務としている企業の呼称に限られる。大概は建築士を長とし、建築士事務所登録をした建築士事務所で、同じ建設設計業でも主に技術士を長とし、技術士事務所登録をしている建設コンサルタントとは相違がある。
建築家は設計する建物、敷地などに適した建物の構造を求めてその構造で建物が十分な耐力があるかどうか、さらにはコスト面を考慮して優れた構造はないのかなどは、構造設計事務所と協議して設計を進めている。構造計算・解析向けに開発したソフトウェアを販売している場合もある。
世界的にはアラップなどの企業がある。海外でもシュライヒ・ベルガーマン・アンド・パートナーを率いて活動するヨルク・シュライヒやアンソニー・ハント・アソシエイツ、IVZ/Emch・アンド・ベルガー、TPS、OTP/HCAや ピーター・ライス設立の RFRなどの構造コンサルタント会社がある。
多くの構造家を配しまた輩出したオヴ・アラップ・アンド・パートナーズは現在では総合エンジニアリング・コンサルティング企業となって、現在の業務は建築以外の各種設備の設計や施工マネジメントなどからカーデザインにまでひろがっている他海外主要都市に支店支部を有する。オーヴ・アラップのディレクターを務めて、その後独立し自分の事務所を開く者も非常に多い。
日本では、かつての木村俊彦構造設計事務所は、著名な建築家の建物の構造設計を数多く担当している。主な構造設計事務所に、木村俊彦構造設計事務所の解散に伴い設立された久田基治の構造設計工房デルタと西薗博美構造設計事務所、服部正創設の構造計画研究所、金箱温春の金箱構造設計事務所 (KSE) 、川口衞の川口衞構造設計事務所、今川憲英の構造設計事務所 TIS&PARTNERS 、SDネットワーク、昭和設計、古居構造設計事務所、rise構造設計事務所、大賀成典の大賀建築構造設計事務所、横山不学創設の横山建築構造設計事務所、山辺豊彦の山辺豊彦構造設計事務所、佐藤淳の佐藤淳構造設計事務所、坪井宏嗣の坪井宏嗣構造設計事務所、梅沢良三の梅沢構造建築研究所 (USE) 、織本匠創設の織本構造設計（旧織本匠構造設計研究所）、播繁の播設計室- 播繁構造設計事務所、アラン・バーデンのストラクチャード・エンヴァイロメント (structured environment) 、佐々木睦朗の佐々木睦朗構造計画研究所、 久米弘記の久米弘記建築構造研究所 (KSRDO) 、新谷眞人のオーク構造設計、渡辺邦夫の構造設計集団 (SDG) 、池田昌弘の MASAHIRO IKEDA Co.Ltd イケダアトリエ、名和研二のなわ研ジム（すわ製作所内）、松井源吾創設の建築構造設計事務所ORS、満田衛資の満田衛資構造計画研究所、大野博史のオーノJAPAN、江尻憲泰の江尻建築構造設計事務所、金田勝徳の構造計画プラス・ワンなどがある。
関連団体に一般社団法人 日本建築構造技術者協会、一般社団法人 東京構造設計事務所協会、関西建築構造設計事務所協会などがある。